# メイテツコム
株式会社メイテツコム（英: Meitetsucom Co.,Ltd.）は、愛知県名古屋市中村区に本社を置く名鉄グループのシステムインテグレーター（ユーザー系）である。

## 概要
名古屋鉄道の子会社でシステムの開発、保守、運用やIT化コンサルティングを行っている。かつてはサイバーモール「にっぽん市」の運営も行っていた。

## 沿革
- 1976年（昭和51年）9月27日 - 「株式会社名鉄コンピュータサービス」として設立[3]。
- 1990年（平成2年）4月 - 株式会社北陸名鉄コンピュータサービス（現・株式会社ホクリクコム）を設立[3]。
- 1997年（平成9年）7月1日 - 株式会社名鉄情報システムを設立[3]。
- 2000年（平成12年） - 「株式会社メイテツコム」に商号を変更[3]。
- 2002年（平成14年）1月17日 - ISMS認証を取得[3]。
- 2010年（平成22年）2月5日 - ISO/IEC 20000認証を取得[3]。
- 2020年（令和2年）
  - 1月 - ISO/IEC 27017認証を取得[3]。
  - 10月1日 - ソニーペイメントサービス株式会社および沖電気工業株式会社との合弁会社であるETCソリューションズ株式会社が設立[4]。

## 事業所
- 本社（愛知県名古屋市中村区）
- 東京支店（東京都港区）[1]

## 関連会社
- 株式会社名鉄情報システム
- 株式会社ホクリクコム